# 天龍院 (台東区)
天龍院（てんりゅういん）は、東京都台東区にある臨済宗妙心寺派の寺院。

## 歴史
1630年（寛永7年）に開山された。元々は神田に位置していたが、1648年（慶安元年）に現在地に移転した。
当寺では、明治時代になるまで、毎年江戸城に登城して将軍に五葉松や水仙花を献上していた。しかし上野戦争の兵乱により伽藍は焼失してしまった。
現在の本堂等は、1897年（明治30年）に新築したものである。1923年（大正12年）の関東大震災や1945年（昭和20年）の空襲では、比較的軽微な損傷で済んでいる。

## 文化財
- 伊東玄朴墓（東京都指定旧跡 昭和30年指定）[3]
- 木造地蔵菩薩立像（台東区有形文化財 昭和63年度登載）[4]

## 墓地
- 伊東玄朴（蘭方医）
- 高久靄厓（画家）
- 神波即山（漢詩人）

## 交通アクセス
- 千駄木駅より徒歩5分（経路案内）。